# Kibi no Makibi
Kibi no Makibi (japánul: 吉備真備) (Kurasiki, 695 – Nara?, 775) japán tudós, politikus a Nara-korban.
Nagy hatalmú nemesi családba született, 717-ben Abe no Nakamaróval és másokkal követséget vezetett a Tang-kori Kínába azzal a céllal, hogy tagjai kínai műveltségre tegyenek szert. 735-ben tért vissza, fontos pozíciókba került az udvarnál, a Fudzsivara nemzetség felemelkedésével azonban háttérbe szorult, habár 764-ben döntő szerepet játszott Fudzsivara no Nakamaro lázadásának leverésében. 766-ban jobb felőli miniszter lett, vagyis a harmadik posztot töltötte be a kormányzatban. Sótoku császárnő halála után nem akarván részt venni az örökösödési civakodásokban, 771-ben végleg letette hivatalát. Jól ismerte Konfuciusz műveit, értett az asztrológiához, a hadtudományhoz és a joghoz. Ő irányította a narai Tódaidzsi buddhista templomkomplexum Nagycsarnokának építését. Kínai útját a Kibi daidzsin nittó ekotoba tekercskép örökíti meg. Neki tulajdonítják a katakana írás „feltalálását”. Szülővárosában vasúti pályaudvar viseli a nevét.